# 2gether: The Series (phim)
2gether: The Series (tiếng Thái: เพราะเราคู่กัน; RTGS: Phro rao khu kan, tựa Việt: Vì chúng ta là một đôi. Là một bộ phim truyền hình Thái Lan với sự tham gia của Metawin Opas-iamkajorn (Win) và Vachirawit Chiva-aree (Bright). Được chuyển thể từ tiểu thuyết cùng tên của JittiRain, bộ phim kể về chuyện tình của hai chàng sinh viên đại học bắt đầu từ việc giả làm người yêu của nhau và tình cảm dần dần phát triển trong họ. Bộ phim được đạo diễn bởi Weerachit Thongjila và được sản xuất bởi GMMTV và Housestories 8, đây là một trong 12 bộ phim truyền hình của năm 2020 được GMMTV giới thiệu trong sự kiện "GMMTV 2020 New & Next" vào ngày 15 tháng 10 năm 2019. Bộ phim được phát sóng vào lúc 21:30 (ICT) (22:00 (ICT) đối với 7 tập đầu tiên), thứ Sáu trên GMM 25 và phát lại vào lúc 23:00 (ICT) cùng ngày trên LINE TV, bắt đầu từ ngày 21 tháng 2 năm 2020. Bộ phim kết thúc vào ngày 15 tháng 5 năm 2020.
Với mức độ phủ sóng vô cùng lớn, bộ phim được coi là một trong những bộ phim góp phần đưa thể loại Boys Love trở nên phổ biến hơn. Đây cũng là bộ phim Boys Love Thái Lan được xem nhiều nhất trên một số các trang phát video trực tuyến, bao gồm cả LINE TV và YouTube, chỉ 3 tháng sau khi tập cuối lên sóng. Bộ phim đã được phát hành trên Netflix Thái Lan vào ngày 30 tháng 7 năm 2020.

## Tóm tắt nội dung
Tine (Metawin Opas-iamkajorn) được một chàng trai khác trong trường đại học tên là Green (Korawit Boonsri) tỏ tình và theo đuổi. Để Green từ bỏ ý định theo đuổi mình, Tine đã theo lời khuyên của bạn bè, thuyết phục Sarawat (Vachirawit Chivaaree) - một tay guitar và cầu thủ bóng đá điển trai nổi tiếng của trường - giả làm bạn trai của cậu. Sau lần đầu ngỏ ý thất bại, Tine quyết định gia nhập Câu lạc bộ âm nhạc - nơi Sarawat đang là thành viên. Cuối cùng dưới sự nỗ lực đeo bám của Tine và lý do thầm kín trong lòng, Sarawat đồng ý với lời đề nghị của Tine và rồi mối quan hệ giữa họ dần trở nên phức tạp. Tình cảm họ dành cho đối phương dần phát triển và Sarawat quyết định sẽ theo đuổi Tine thật sự. Tình huống phim xoay chuyền khi Tine phát hiện ra Sarawat đã thầm thích cậu từ khi tham gia nhạc hội hồi cấp 3 và Tine quyết định chấp nhận làm người yêu của Sarawat. Tuy nhiên, Sarawat và Tine vẫn sẽ phải đương đầu với rất nhiều thử thách để bảo vệ tình yêu của chính họ.

## Diễn viên

### Diễn viên chính
- Metawin Opas-iamkajorn (Win) vai Tine Teepakorn Aekaranwong

sinh viên năm nhất khoa Luật, là thành viên của đội cổ vũ và Câu lạc bộ Âm nhạc. Tine từng hẹn hò với rất nhiều cô gái nhưng rồi đều chia tay và vẫn độc thân. Sau đó, Tine được Green tỏ tình và đeo đuổi. Để Green từ bỏ ý định đeo đuổi mình, bạn bè của Tine khuyên cậu thuyết phục Sarawat làm bạn trai giả của mình.
- Vachirawit Chiva-aree (Bright) vai Sarawat Guntithanon

sinh viên năm nhất khoa Chính trị, anh là một tay guitar, cầu thủ bóng đá, thành viên của Câu lạc bộ Âm nhạc và là đội trưởng của ban nhạc Crtl+S. Mặc dù được rất nhiều nữ sinh của trường yêu mến bởi vẻ ngoài điển trai của mình, Sarawat là một người trầm tính và không có bất kỳ tài khoản mạng xã hội nào (ngoại trừ e-mail). Sarawat đã thầm thích Tine từ khi còn học trung học. Sau đó, Sarawat đồng ý làm bạn trai giả của Tine, đây cũng chính là cơ hội để Sarawat đeo đuổi người mà anh thầm thích bấy lâu nay.

### Diễn viên phụ

#### Câu lạc bộ Âm nhạc
- Korawit Boonsri (Gun) vai Green

sinh viên năm nhất khoa Khoa học Xã hội và Nhân văn, là thành viên của Câu lạc bộ Âm nhạc và là bạn trai của Dim. Vì mâu thuẫn với Dim, anh đã tỏ tình với Tine nhằm bắt đầu mối quan hệ mới. Sau khi làm lành với Dim, anh đã bắt đầu lại mối quan hệ này và không đeo đuổi Tine nữa.
- Sivakorn Lertchuchot (Guy) vai Dim

chủ tịch Câu lạc bộ Âm nhạc và là bạn trai của Green.
- Pornnappan Pornpenpipat (Nene) vai Air

thư ký của Câu lạc bộ Âm nhạc.
- Rachanun Mahawan (Film) vai Earn

thành viên của Câu lạc bộ Âm nhạc và nhóm nhạc Crtl+S.
- Pattranite Limpatiyakorn (Love) vai Pear

thành viên của Câu lạc bộ Âm nhạc và là người mà Tine có cảm tình.

#### Bạn bè của Tine
- Thanawat Rattanakitpaisan (Khaotung) vai Fong

một trong những người bạn thân nhất của Tine.
- Pluem Pongpisal vai Phuak

một trong những người bạn thân nhất của Tine và đang là Food Vlogger.
- Chayakorn Jutamas (JJ) vai Ohm

một trong những người bạn thân nhất của Tine.

#### Bạn bè của Sarawat
- Chanagun Arpornsutinan (Gunsmile) vai Boss

một trong những người bạn thân nhất của Sarawat.
- Chinnarat Siriphongchawalit (Mike) vai Man

một trong những người bạn thân nhất của Sarawat và là bạn trai của Type.

### Các diễn viên khác
- Phakjira Kanrattanasoot (Nanan) vai Fang

chủ tịch đội cổ vũ của khoa Luật.
- Jirakit Kuariyakul (Toptap) vai Type

anh trai của Tine và là bạn trai của Man.
- Thanatsaran Samthonglai (Frank) vai Phukong

em trai của Sarawat và là bạn trai của Mil.
- Sattabut Laedeke (Drake) vai Mil

sinh viên khoa Kiến trúc, người thầm thích Tine và là bạn trai của Phukong sau này.
- Benyapa Jeenprasom (View) vai Noomnim

một trong những bạn gái cũ của Tine. Cô đã từng giúp Tine giả làm bạn gái của anh để cắt đuôi Green nhưng bất thành.
- Chalongrat Novsamrong (First) vai Chat

bạn của Mil

### Diễn viên khách mời
- Chiwpreecha Thitichaya (Olive) vai Ging (Tập 1)

một trong những bạn gái cũ của Tine.
- Chanunphat Kamolkiriluck (Gigie) vai Pam (Tập 12-13)

là bạn thời trung học của Sarawat và cô cũng thầm thích Sarawat
- Phatchatorn Tanaw (Ployphat)
- Wanwimol Jaenasavamethee (June) vai Wan (Tập 8)

## Hậu truyện
Vào ngày 1 tháng 6 năm 2020, GMMTV đã giới thiệu đến khán giả thế giới dự án hậu truyện của phim gồm 5 tập mang tên Still 2gether. Bộ phim sẽ được phát sóng vào lúc 21:30 (ICT), thứ Sáu trên GMM 25 và phát lại vào lúc 23:00 (ICT) cùng ngày trên LINE TV, bắt đầu từ ngày 14 tháng 8 năm 2020. Phần này tiếp tục kể về cuộc sống hai nhân vật chính Sarawat và Tine vào lúc 1 năm sau các sự kiện ở phần một
Vào ngày 22 tháng 3 năm 2021, GMMTV tiếp tục đánh úp khán giả khi đưa ra thông báo cho phiên bản điện ảnh của phim mang tên 2gether The Movie, đoạn trailer cho phim đã được tung ra ngay sau đó. Theo đó, bản điện ảnh là một phiên bản hoàn chỉnh của 2gether: The Series và Still 2gether, thêm vào đó là một vài cảnh đặc biệt được quay mới. Phim đã được phát hành tại các rạp phim Thái Lan vào ngày 11 tháng 11 năm 2021.

## Nhạc phim
Bài hát คั่นกู (Kan Goo) đã xếp thứ nhất trong tuần 15 và 17 của Joox Thailand's Top 100.
| Tên bài hát                                              | Thể hiện                       | Chú thích |
| -------------------------------------------------------- | ------------------------------ | --------- |
| ติดกับ (Tit Kab)                                           | Natthawut Jenmana (Max)        | [ 22 ]    |
| คั่นกู (Kan Goo)                                            | Vachirawit Chiva-aree (Bright) | [ 23 ]    |
| ตกลงฉันคิดไปเองใช่ไหม (Tok Long Chan Khit Pai Eng Chai Mai) | Vachirawit Chiva-aree (Bright) | [ 24 ]    |

### Scrubb
Bên cạnh các bài hát trên, một số bài hát của ban nhạc Thái Lan Scrubb (สครับบ์) cũng được xuất hiện trong phim  vì Tine là một fan hâm mộ của ban nhạc này. Trong một cuộc phỏng vấn, JittiRain, tác giả của cuốn tiểu thuyết cùng tên, cũng đề cập rằng việc cô là một fan hâm mộ của Scrubb đã là nguồn cảm hứng để cô viết nên cuốn tiểu thuyết này.
Ban nhạc cũng xuất hiện trong tập 6 và 13 của bộ phim.
| Tên bài hát                                                   | Tên (tiếng Anh)                             | Album    | Năm phát hành | Tập | Chú thích |
| ------------------------------------------------------------- | ------------------------------------------- | -------- | ------------- | --- | --------- |
| คู่กัน (Khu Kan)                                                 | Together                                    | Club     | 2005          | 1   | [ 30 ]    |
| คำตอบ (Kham Top)                                              | Answer                                      | Kid      | 2010          | 2   | [ 32 ]    |
| ใกล้ (Klai)                                                    | Close                                       | Club     | 2005          | 3   | [ 34 ]    |
| ทุกอย่าง (Thuk Yang)                                            | Everything                                  | Sssss..! | 2003          | 4 6 | [ 37 ]    |
| เข้ากันดี (Khaokandi)                                            | Click                                       | Mood     | 2007          | 5   | [ 39 ]    |
| คนนี้ (Khon Ni)                                                 | This Person                                 | Kid      | 2010          | 5   | [ 41 ]    |
| ลึกลึก (Luekluek)                                               | Deep                                        | Clean    | 2013          | 6   | [ 43 ]    |
| ให้เธอ (Haithoe)                                               | To You                                      | Lite     | 2008          | 8   | [ 45 ]    |
| รักนิรันดร์ (Rakniranda)                                          | Eternal Love                                | Clean    | 2013          | 9   | [ 47 ]    |
| ขอ (Kho)                                                      | Wish                                        | Sssss..! | 2003          | 9   | [ 49 ]    |
| รอยยิ้ม (Roi Yim)                                               | Smile                                       | Clean    | 2013          | 11  | [ 51 ]    |
| เธอหมุนรอบฉัน ฉันหมุนรอบเธอ (Tho Mun Rop Chan. Chan Mun Rop Thoe) | You Revolve Around Me, I Revolve Around You | Lite     | 2008          | 11  | [ 53 ]    |
| ฝน (Fon)                                                      | Rain                                        | Season   | 2018          | 12  | [ 55 ]    |
| หนี (Ni)                                                       | Escape                                      | Kid      | 2010          | 12  | [ 58 ]    |
| ลืม (Luem)                                                     | Forget                                      | Club     | 2005          | 13  | [ 60 ]    |
| เก็บมันเอาไว้ (Kep Man Ao Wai)                                   | Keep It                                     | Sssss..! | 2003          | 13  | [ 62 ]    |
| เพลงนั้นยังอยู่ (Pleng Nun Yung Yoo)                               | That song is still here                     | Clean    | 2013          | 13  | [ 64 ]    |
| เก็บไว้กับเธอ (Kep Wai Kap Thoe)                                 | Keep It With You                            | Mood     | 2007          | 13  | [ 66 ]    |

## Đón nhận

### Rating truyền hình Thái Lan
- Trong bảng dưới đây, màu xanh dương biểu rating thấp nhất và màu đỏ biểu thị rating cao nhất.

| Tập        | Khung giờ (UTC + 07:00) | Ngày phát sóng           | Tỷ lệ rating trung bình | Chú thích |
| ---------- | ----------------------- | ------------------------ | ----------------------- | --------- |
| 1          | 22:00, thứ 6            | Ngày 21 tháng 2 năm 2020 | 0.116%                  | [ 67 ]    |
| 2          | 22:00, thứ 6            | Ngày 28 tháng 2 năm 2020 | 0,185%                  | [ 68 ]    |
| 3          | 22:00, thứ 6            | Ngày 6 tháng 3 năm 2020  | 0,277%                  | [ 69 ]    |
| 4          | 22:00, thứ 6            | Ngày 13 tháng 3 năm 2020 | 0,297%                  | [ 70 ]    |
| 5          | 22:00, thứ 6            | Ngày 20 tháng 3 năm 2020 | 0,377%                  | [ 71 ]    |
| 6          | 22:00, thứ 6            | 27 tháng 3 năm 2020      | 0,571%                  | [ 72 ]    |
| 7          | 22:00, thứ 6            | Ngày 3 tháng 4 năm 2020  | 0,587%                  | [ 73 ]    |
| 8          | 21:30, thứ 6            | Ngày 10 tháng 4 năm 2020 | 0,603%                  | [ 74 ]    |
| 9          | 21:30, thứ 6            | Ngày 17 tháng 4 năm 2020 | 0,802%                  | [ 75 ]    |
| 10         | 21:30, thứ 6            | Ngày 24 tháng 4 năm 2020 | 0,718%                  | [ 76 ]    |
| 11         | 21:30, thứ 6            | Ngày 1 tháng 5 năm 2020  | 0,598%                  | [ 77 ]    |
| 12         | 21:30, thứ 6            | Ngày 8 tháng 5 năm 2020  | 0,625%                  | [ 78 ]    |
| 13         | 21:30, thứ 6            | Ngày 15 tháng 5 năm 2020 | 0.825%                  | [ 79 ]    |
| Trung bình | Trung bình              | Trung bình               | 0.506%                  | 1         |

^1  Dựa trên tỷ lệ rating trung bình mỗi tập.

### Rating trực tuyến
Vào ngày 1 tháng 4 năm 2020, bộ phim đã cán mốc 50 triệu lượt xem trên LINE TV. Bộ phim cũng đã có được số lượt xem cao nhất trong tháng 3 trên nền tảng này. Và cán mốc 100 triệu lượt xem vào ngày 19 tháng 4 năm 2020. Bộ phim cũng dẫn đầu danh sách 10 bộ phim truyền hình được xem nhiều nhất trong nửa đầu năm 2020 trên nền tảng này.

## Phát sóng tại nước ngoài
- Nhật Bản – Bộ phim được mua lại bởi Content Seven và phát sóng vào lúc 12:00 (JST) thứ Sáu hàng tuần trên Rakuten TV, bắt đầu từ ngày 31 tháng 7 năm 2020.[84][85] Bộ phim đã được phát sóng trên Wowow Prime bắt đầu từ ngày 22 tháng 10 năm 2020.[86]
- Philippines – Bộ phim được Dreamscape Entertainment mua lại và phát sóng trên Kapamilya Channel và trên iWant TFC, cả hai đều thuộc sở hữu của ABS-CBN Corporation.[84][87][88] Ngày phát sóng trên kênh Kapamilya Channel chưa được công bố, đây là bộ phim boys love Thái Lan đầu tiên được mua lại bởi công ty nói trên.[89][90] Được đặt tên mới theo Tiếng Filipino, bộ phim sẽ được phát sóng trên iWant vào 28 tháng 6 năm 2020[91] và trên Kapamilya Channel từ 27 tháng 7 năm 2020, vào lúc 22:30 (UTC+08:00) thứ Hai đến thứ Sáu hàng tuần.[92]
- Đài Loan – Bộ phim được phát sóng trên LINE TV Đài Loan từ ngày 18 tháng 6 năm 2020 với phụ đề Tiếng Quan thoại Đài Loan.[93][94]
- Netflix – Bộ phim được phát hành vào ngày 30 tháng 7 năm 2020.[9][10]

## Giải thưởng và đề cử
| Năm  | Giải thưởng    | Hạng mục                        | Nhân vật/Tác phẩm được đề cử                    | Kết quả   | Refs.         |
| ---- | -------------- | ------------------------------- | ----------------------------------------------- | --------- | ------------- |
| 2020 | Maya Awards    | Phim truyền hình được yêu thích | 2gether: The Series                             | Đoạt giải | [ 95 ] [ 96 ] |
| 2020 | Maya Awards    | Cặp đôi của năm                 | Vachirawit Chiva-aree và Metawin Opas-iamkajorn | Đề cử     | [ 95 ] [ 96 ] |
| 2021 | Maya Awards    | Cặp đôi của năm                 | Vachirawit Chiva-aree và Metawin Opas-iamkajorn | Đề cử     | [ 97 ] [ 98 ] |
| 2021 | Fever Awards   | Phim truyền hình hay nhất       | 2gether: The Series                             | Đoạt giải | [ 99 ]        |
| 2021 | LINE TV Awards | Phim truyền hình của năm        | 2gether: The Series                             | Đoạt giải | [ 98 ]        |
| 2021 | LINE TV Awards | Được theo dõi nhiều nhất năm    | 2gether: The Series                             | Đoạt giải | [ 98 ]        |
| 2021 | LINE TV Awards | Nội dung có tâm nhất năm        | 2gether: The Series                             | Đoạt giải | [ 98 ]        |
| 2021 | LINE TV Awards | Nghệ sĩ đang lên nổi bật        | Metawin Opas-iamkajorn                          | Đoạt giải | [ 97 ] [ 98 ] |
| 2021 | LINE TV Awards | Cặp đôi của năm                 | Vachirawit Chiva-aree và Metawin Opas-iamkajorn | Đề cử     | [ 97 ] [ 98 ] |
| 2021 | LINE TV Awards | Bài hát hay nhất                | Kan Goo                                         | Đề cử     | [ 97 ] [ 98 ] |
| 2021 | Nataraj Awards | Dàn diễn viên xuất sắc nhất     | 2gether: The Series                             | Đề cử     | [ 100 ]       |
| 2021 | Nataraj Awards | Nhạc phim truyền hình hay nhất  | Kan Goo                                         | Đoạt giải | [ 100 ]       |